# Папшис, Марюс
Марюс Папшис (лит. Marius Papšys; 13 мая 1989, Клайпеда) — литовский футболист, полузащитник. Выступал за сборную Литвы.

## Биография
В начале взрослой карьеры выступал в низших лигах Литвы за «Вилкмерге» (Укмерге) и второй состав «Вильюнса». В 2006—2007 годах сыграл 6 матчей и забил 3 гола в высшей лиге за «Вильнюс», также часть сезона 2007 года провёл в высшей лиге за «Интерас» (Висагинас). В 2008 году выступал за «Вильнюс» в первой лиге. В 2009 году играл за молодёжный состав российского «Амкара» (Пермь), сыграл 14 матчей в первенстве дублёров. В 2010 году играл в высшей лиге Литвы за «Клайпеду».
В 2011—2012 годах провёл полтора сезона в высшем дивизионе Чехии за клуб «Пршибрам», сыграл 33 матча и забил 2 гола.
В 2013—2014 годах выступал в высшей лиге Литвы за «Атлантас» (Клайпеда), в 2013 году стал серебряным призёром чемпионата, а в 2014 году — бронзовым. В 2014 году вошёл в десятку лучших снайперов чемпионата с 11 голами. В 2015 году играл за другой клуб из Клайпеды — «Гранитас», где был капитаном, а на следующий год снова выступал за «Атлантас». В 2017 году играл за «Стумбрас» (Каунас). Во второй половине 2017 года выступал в высшем дивизионе Румынии за «Сепси». В 2018 году снова играл за «Атлантас». В составе «Атлантаса» в 2014 и 2016 годах провёл 6 матчей и забил 2 гола в Лиге Европы.
В 2019 году стал победителем первой лиги Литвы в составе клуба «Джюгас» (Тельшяй). Затем играл за другие клубы низших лиг — «Атмосфера» (Мажейкяй) и «Нептунас» (Клайпеда).
Всего в высшей лиге Литвы забил 41 гол.
Выступал за юниорскую и молодёжную сборную Литвы.
В национальной сборной Литвы дебютировал 7 июня 2011 года в товарищеском матче против Норвегии (0:1). В 2011—2012 годах сыграл 6 матчей за сборную. Спустя пять лет, 5 октября 2017 года сыграл свой седьмой и последний матч за сборную, против Мальты.

## Достижения
- Серебряный призёр чемпионата Литвы: 2013
- Бронзовый призёр чемпионата Литвы: 2014